# اتفاق انسحاب القوات الأمريكية من العراق
اتفاق انسحاب القوات الأميركية من العراق هو الاتفاق الذي عقد بين القوات العراقية والأمريكية لجدولة انسحاب القوات الأمريكية من العراق وإخراج العراق من البند السابع ولكنه واجهة معارضة شديدة حيث واجه صعوبة في إقراره وصعوبة في تمريره وقراءته في مجلس النواب العراقي عندما حدثت مشادات بالأيدي لحظة قراءته وحصل الاتفاق على تأييد ثلث جبهة التوافق السنية والاحزاب الكردية وحزب الدعوة والمجلس الأعلى للثورة الإسلامية في العراق بينما عارضه التيار الصدري من خلال كتلتهم الصدرية في البرلمان والقائمة العراقية الوطنية بقيادة إياد علاوي وحزب الفضيلة وجبهة الحوار الوطني بقيادة صالح المطلك.

## المقدمة
منذ اليوم الأول الذي احتلت فيه القوات الأمريكية العراق في عام 2003 كانت المعلومات والتحليلات الأمريكية تتفق على أن القوات الأمريكية لن تترك العراق حتى لو جاء الموعد المحدد لانسحابها في عام 2011، وأنها يمكن أن تختفى من خطوط المواجهة الرئيسية في المدن وتحتفظ بمواقع في قواعد خلفية. لكن أوباما قرر سحب قواته بسبب تطورات في أوضاع دولية لم تكن محسوبة وقت غزو العراق ودفعت إلى هذا التغير
يمكن القول إن الانسحاب العسكري الأمريكي من العراق يدشن بداية مرحلة جديدة من تاريخ العراق، سياسياَ وأمنياَ واقتصادياَ، ويضع منطقة الشرق الأوسط برمتها علي المحك السياسي، بما تحملها هذه المرحلة من تحديات وفرص للعراق كدولة وللمنطقة ككل، بل يضع منظومة الأمن في العالم أجمع في اختبار جديد، الأمر الذي يدعو إلى تأكيد أن بناء النظم، سياسيا وأمنيا، لابد أن يكون مرتكزا علي بنية الدولة ذاتها، بعيدا عن محاولات فرض النظم المستوردة، أو على الأقل المهجنة من الخارج
ان الانسحاب الأمريكي من العراق لم يكن بالأمر الهين فلقد ترك 4 تحديات تواجه الدولة العراقية
اولا: يرجع التحدي الأول إلى القرار الإستراتيجي النافذ منذ انتخابات عام 2005 بتشكيل حكومة ائتلافية واسعة لطمأنه جميع الأطراف الرئيسية بأن لديهم كرسي على طاولة المفاوضات فضلاً عن أنهم سيكتسبون صوتاً، ما سيجعل عملية صياغة السياسات واتخاذ القرارات شديدة الصعوبة، ونتيجة لذلك فإن سجل العراق في الإدارة كان سيئاً للغاية. وفي حين تم بالفعل تجنب صراعات كبرى، إلا أن حكومة المالكي ستواجه شكوكاً متعاظمة من قبل المواطنين إذا لم يتم تحسين تقديم الخدمات، وخصوصاً مع ارتفاع عائدات النفط. ونظراً إلى أنهم يرون للفساد المستشري، فإن العراقيين سيضعون الحكومة تحت مطرقة المساءلة، وشهدنا بالفعل علامات على ذلك على شكل احتجاجات شعبية متقطعة جاءت كصدى للربيع العربي في العراق
ثانياً: ورغم الوجود الرسمي للوحدة الوطنية إلا أن النظام السياسي لا يزال منقسماً على نحو عميق. قد يكون هناك ائتلاف حاكم، ولكن يبدو أن حلفاء المالكي هم كذلك بالاسم فقط، إذ يبدو أنهم أكثر اهتماماً بالإطاحة برئيس الوزراء من العمل معه، لولا افتقارهم لوسيلة ناجحة لتحقيق ذلك. يعكس ذلك ما كان عليه الوضع ما قبل الانتخابات البرلمانية لعام 2010، وبالتالي يشير إلى وجود خلل عميق في الجسد السياسي. الأمر الوحيد الذي يمكنه كسر هذا الجمــود السياسي هو الصعود التدريجي، ولكن الحتمي، لفئة جديدة من القادة في المعارضة للأحزاب الموجودة التي يقود معظمها منفيين سابقين
ثالثاً، في حين أن الوضع ظل سلمياً إلى حد كبير منذ عام 2003، إلا أن الصراع بين بغداد وإربيل، أو باللغة الإثنية بين العرب والأكراد، ما زال ينتظر الانفراج، كما ثمة توترات تكفي لتصعيد الحوادث المحلية وتحويلها إلى صراع مفتوح. يدور النزاع حول الأرض والسلطة والموارد، واجتمعت هذه الأبعاد الثلاثة في القرار الذي اتخذته مؤخراً شركة إكسون موبِل لتوقيع عقد مع حكومة إقليم كردستان، واعتبرت بغداد ذلك غير قانوني وفقاً للدستور، لاستكشاف قطاعات نفطية تقع ثلاثة منها في الأراضي المتنازع عليها
أخيراً، ما دامت الدولة العراقية ضعيفة فإن قبضة نفوذ القوى الإقليمية كإيران وتركيا ستبقى مطبقة عليها. ومع أن احتمال التدخل المسلح غير وارد على المدى القصير، إلا أن من شأن التنافس على النفوذ والحروب بالوكالة أن تبقيه في حالة عدم استقرار لزمن طويل وتمنعه من استعادة قوته، وتدخله في حلقة مفرغة.

## تقسيم العراق
وقبل الانسحاب الأمريكي كان يجب تناول موضوع تقسيم العراق الذي أثير خاصة عقب تبني مجلس الشيوخ الأمريكي مشروع قرار غير ملزم لتقسيم العراق إلى 3 أقاليم فيدرالية في 26/9/2007
ما لبث أن أعلنت الولايات المتحدة عن نيتها عن تقسيم العراق حتى بدأت كل القوى في إبداء رأيها على هذا التقسيم سواء خارجية أم داخلية: ومن أهم القوى الخارجية هي إيران.
يمكن القول أن الموقف الإيراني يؤيد إقامة فيدرالية في العراق تتبع الخطوط المذهبية والعرقية ولكن لا يؤيد تقسيمه علي هذه الخطوط فأهداف إيران في العراق تتمثل في الاتي:
1-ضمان عدم استخدام العراق كقاعدة للهجوم علي إيران وضمان ألا يمثل العراق خطرا مستقبليا علي إيران وذلك عن طريق ضمان عدم قيام حكومة قوية في بغداد موالية للغرب ومعادية لايران تسمح بوجود قواعد أمريكية دائمة علي اراضيها أو بروز حكومة شيعية قوية في بغداد تنافس إيران.
2-تسعى إيران إلى تكون قوة إقليمية مهيمنة إذ طالما كان لايران مشروعها الإقليمي تجاه الوطن العربي فمنذ قيام الثورة الإيرانية كان حلم أية الله روح الله الخميني هو تصدير الثورة الإسلامية لبقية العالم الاسلامي وقد حاولت إيران خلال عقد الثمانينيات مساعدة العناصر الثورية في كل من العراق والسعودية والكويت والبحرين ولبنان من أجل تحقيق ذلك الهدف
و قد ارتأت إيران أن السبيل الوحيد لتحقيق هذين الهدفين هو دعم الفيدرالية في العراق وذلك من خلال دعمها للأحزاب الموالية لها وبخاصة المجلس الأعلي الإسلامي والذي انشأته إيران خلال الحرب العراقية الإيرانية فقد قامت إيران بتأييد عبد العزيز الحكيم في دعوته لإقامة فيدرالية شيعية في العراق حيث صرح وزير الخارجية الإيراني مونشهر متقي أن "إيران قد تفضل خلق دولة فيدرالية في العراق
و بعد ذلك استمرت مساعي الحكيم لتطبيق الفيدرالية في العراق وذلك من خلال الدفع بقانون تكوين الاقاليم في العراق والذي يحدد اليات تشكيل مناطق فيدرالية في العراق وقد تم تمرير هذا القانون على الرغم من معارضة السنة وبعض الشيعة 
و بمراجعة نصوص هذا القانون نجد ان المادة التاسعة منه تنص علي «أنه في حالة عدم نجاح الاستفتاء يجوز اعادته بعد مرور سنة من تاريخ اعلان النتيجة وباتباع الاجراءات ذاتها» ومن ثم فان هناك اصرار علي تحويل جنوب العراق إلى فيدرالية فاذا اخذنا في الاعتبار كذلك ان ميليشيات بدر المدربة والمدعومة ماديا من إيران والتابعة للمجلس الأعلي للثورة الإسلامية فضلا عن المليشيات التي اخترقتها إيران والتي كانت تتبع جيش المهدي هي المسؤولة عن العنف الطائفي ضد السنة وما يترتب علي هذا العنف من نزوح سني من المناطق الشيعية وتكوين مناطق سنية لا تسكنها الشيعة وتكوين مناطق شيعية لا تقطنها السنة فاكتشفنا ان هذه العمليات تؤدي إلى دعم خلق فيدرالية علي اسس طائفية 
و على الرغم من تأييد إيران ومصلحتها في اقامة فيدرالية في جنوب ووسط العراق تهيمن عليها اقتصاديا وسياسيا فانه في حالة تقسيم العراق فان ضررا قد يعود عليها اذ ان تقسيم العراق سيفضي إلى قيام دولة كردية في شمال العراق قد تساعد علي زيادة الرغبة الانفصالية لدي اكراد إيران الذين يمثلون 10% من عدد السكان البالغ عددهم حوالي 69 مليون نسمة 
و خاصة في ظل تزايد التوتر في المناطق الكردية الإيرانية وحشد الجيش الإيراني قوته ضد حزب الحياة الكردي الإيراني  ولذلك فان إيران لن تدفع باتجاه تقسيم العراق ومن ثم فان موقف إيران الرسمي قد أعلن رفض تقسيم العراق وذلك علي لسان الناطق باسم الوزارة محمد علي حسيني اذ اعتبر ان تصويت الشيوخ الأمريكي علي القرار يشكل " خطأ جديد ترتكبه الولايات المتحدة واضاف ان " هذا التصويت تدخل واضح من الولايات المتحدة في شؤون العراق الداخلية وهو مخالف لوحدة هذا البلد وسلامة اراضيه ". ولهذا يمكن القول ان إيران لا ترغب في تقسيم العراق وانما اقامة كونفدرالية عراقية ضعيفة تقوم علي اسس دينية وعرقية تهيمن فيها علي الجنوب العراقي تماماً وتضبط التطورات في الشمال الكردي.

### المواقف الداخلية من تقسيم العراق
الموقف الشيعي من التقسيم:
- الائتلاف العراقي الموحد:

يمكن القول ان الموقف المعلن هو رفض تقسيم غير الملزم لمجلس الشيوخ وذلك كما جاء علي لسان عمار الحكيم نائب رئيس المجلس الأعلي الإسلامي. فقد اكد ان مشروع المجلس لأنشاء اقليم فيدرالي في الوسط والجنوب لا يتطابق مع قرار مجلس الشيوخ القاضي بأنشاء اقليمين شيعي وسني مع ابقاء بغداد منطقة مستقلة فضلا عن إقليم كردستان القائم بالفعل. وقضي الحكيم «الإشارة إلى موضوع التقسيم هي قضية مرفوضة من الكثير من القوي ونحن من ضمنها وذلك جاء لينظر علي قضية الاقاليم علي خلفيات طائفية واثنية وهي الاخري مسألة مرفوضة من ناحيتنا. نحن نعتقد ان النظام الفيدرالي يمثل حقيقة دستورية مفروضة وتم حسمها بإرادة الشعب العراقي والتصويت علي الدستور ولابد من الرجوع إلى الشعب العراقي في اصل اقامة هذه الاقاليم وفي حجمها ولابد ان يكون ذلك علي اساس جغرافي وليس طائفياً» ونفي ان يكون المجلس الأعلي قد قام باي تنسيق مع مجلس الشيوخ حول القرار المذكور  غير انه يلاحظ ان محاولة انكار المجلس الأعلي الإسلامي أي علاقة بين مشروعه لفيدرالية الجنوب والوسط والقرار غير الملزم لمجلس الشيوخ لا تستند إلى حجة قوية ذلك ان قرار مجلس الشيوخ يقوم علي اساس اقامة اقامة اقاليم فيدرالية علي اسس طائفية. ويقوم مشروع المجلس الأعلى الإسلامي علي نفس الاسس اذ يسعي الس ضم التسع اقاليم الشيعية في الجنوب والوسط معا في اقليم فيدرالي. فضلا عن دعوة عمار الحكيم لعشائر الانبار لاقامة إقليم فيدرالي سني خاص بهم. بالإضافة لدور المجلس في اقرار قانون تكوين الاقاليم الفيدرالية علي نجو ما سبق الإشارة إليه 
- التيار الصدري

أعلن التيار الصدري رفضه لقرار التقسيم حيث صرح عضو المكتب الاعلامي لمكتب الصدر. عصام الموسوي " نرفض هذا القرار جملة وتفصيلا كونه لا يعبر عن تطلعات شعبنا العراقي بكافة فئاته. وطالب "الحكومة العراقية باعلان رفضها للمشروع واتخاذ موقف واضح في هذا الشأن وادانته بصورة رسمية ". كما اعتبر القرار " تدخلا مرفوضا وسافرا في شؤون العراق الداخلية "  وكان قد سبق للتيار الصدري ان قاطع جلسات مجلس النواب حين تم مناقشة موضوع الاقاليم الفيدرالية كما قاطع جلسات التصويت علي هذا القرار  كما يعارض الطرح الفيدرالي للحكيم ويأتي هذا الموقف نظرا للتوجه العربي للتيار المذكور فضلا عن تركز انصاره في مدينة الصدر ببغداد
- حزب الفضيلة

كان الحزب من الاحزاب الرافضة لتقسيم العراق حيث كان من الكتل التي وقعت علي بيان الكتل السياسية التي اعلنت رفضها لقرار التقسيم وقاطع جلسة التصويت علي مشروع قانون تشكيل الاقاليم. كما يناوئ توجهات الحكيم الرامية إلى اقامة اقليم شيعي يضم المحافظات التسع العراقية الجنوبية.
- القائمة العراقية

أدانت القائمة العراقية قرار الكونغرس الأمريكي الداعي إلى تقسيم العراق بل واضافت بأن «مشروع بايدن» حول تقسيم العراق إلى اقاليم فيدرالية ينسجم مع مشروع المجلس الأعلي الإسلامي حول الفيدرالية. وقد جاء هذا الموقف من قبل القائمة العراقية على الرغم من تصويت عددا من المنتمين لها لصالح مشروع قانون الاقاليم الفيدرالية وذلك بالمخالفة لأوامر أياد علاوي – رئيس القائمة العراقية- الذي كان قد دعا النواب التابعين لقائمته بعدم التصويت لصالح مشروع القرار 
وبذلك نري ان قرار التقسيم كان مفروض من كلا من إيران وشيعة العراق ولعب كلا منهما دورا في منع تقسيم العراق ولكن دعوا إلى ان تصبح العراق دولة فيدرالية

### معوقات التقسيم
ولكن عند تناول موضوع تقسيم العراق يجب ان نتناول معوقات هذا التقسيم التي أدت إلى فشل هذا المشروع الأمريكي:
اولا وجود رأي عام قوي رافض للتقسيم
تظهر معظم استطلاعات الرأي ان معظم العرب الشيعة لايؤيدون تقسيم البلاد أو أي فيدرالية تقسيمية حيث ان معظم الشيعة ينظرون إلى أنفسهم كقوميين ولايقبلون بالممارسات الدينية المتطرفة التي تقوم بها الاحزاب الشيعية كما تشير استطلاعات الرأي كذلك إلى ان معظم العراقيين ينظرون إلى أنفسهم علي أنهم عراقيين أو مسلمين وليس عرب سنة أو شيعة ويعد الاكراد الاستثناء من ذلك غير ان استطلاعات الرأي لاتسأل الاكراد ما هي الأراضي التي يرغبون في الاستقلال بها وإذا ما كانوا سيفضلوا الانفصال بدون كركوك أم لا.
ثانيا: المناطق المختلطة والقبائل العربية متعددة الانتماء الطائفي والزواج المختلط
لا توجد في العراق خطوط ديموغرافية متجانسة بشكل كامل يمكن علي اساسها إجراء التقسيم بين سنة وشيعة واكراد فهناك العديد من المحافظات المختلطة سواء بين الشيعة والسنة كما في حالة محافظة بغداد، وبابل، والبصرة، والعمارة، والناصرية، وواسط، وصلاح الدين، أو الأكراد والسنة كما هو الحال في محافظة كركوك أو الاكراد والشيعة والسنة كما هو الحال في محافظة ديالى. كما ان التركمان ينتشرون في العديد من المناطق مثل تلعفر وكركوك وغيرها. فضلا عن وجود أقليات في الاقاليم المختلفة وزيجات مختلطة بحيث لا يكون الوسط سني خالص ولا الجنوب شيعي خالص ولا الشمال كردي خالص بالإضافة إلى ان معظم القبائل العربية في العراق متعددة الانتماء الطائفي حيث ان هناك العديد من القبائل التي ينقسم المنتمين إليها إلى الطائفتين (سنة وشيعة) وأهم هذه القبائل هي شمر والجبور والدليم والزبيدة والعزة وبني زيد والحسني والاسدي وعنزة والعبيد والبو دراج وبني تميم والبو عامر وغيرهم  كما ان الشيعة ليسوا عربا فحسب بل فيهم الأكراد الفيلية وكذلك على الرغم من ان غالبية التركمان من السنة الا ان هناك جزء منهم شيعي وفضلا عن ذلك فان بغداد لا يزال بها شيعة وسنة فضلا عن الاكراد كما ان المحافظات الشيعية الجنوبية لا تزال تضم أقليات سنية على الرغم من عمليات التطهير العرقي
ثالثا: قضية اقتسام مرافق البنية التحتية وتصدير النفط
ان نظام الطرق ونظام السكة الحديد ومحطات الكهرباء ونظام الري والمياه تعد كلها من الامور التي يصعب تقسيمها وفقا للخطوط الطائفية والعرقية كما ان تطور البلاد اقتصاديا سوف يسير علي وتيرة أفضل لو ظلت العراق دولة موحدة بدون قيود الفيدرالية وعلى الرغم من ان حكومة اقليم كردستان وضعت خطة لزيادة قدرتها علي إنتاج الطاقة الا انه من المتوقع ان تظل معتمدة علي الواردات من تركيا وسوريا وإيران والعراق حتي عام 2015 كما انه لا يوجد منفذ امام اقليم الشمال لتصدير النفط الذي يشكل المصدر الوحيد للعملة الصعبة سوي عن طريق تركيا أو عن طريق مواني الجنوب 

## النفوذ الإيراني بعد الانسحاب
ساعد الانسحاب الأمريكي من العراق علي إتاحة المجال لإيران للتحرك بمزيد من الحرية في الداخل العراقي كما تواكب هذا الانسحاب مع المتغيرات الإقليمية المهمة، والمتمثلة في ثورات الربيع العربي وما أفرزته من تحدي اساسي لإيران، يتمثل في احتمال تهديد المشروع الإيراني المسمى بالهلال الشيعي، حيث وضح إمكانية ان تفرز هذه الثورات بديلاً لذلك وهو (الهلال السني)، حيث صعدت أسهم التيار الإسلامي السني في كثير من دول المنطقة، وأصبحت أكثر تهديداً للوجود الإيراني، خاصة وان بعض من فصائل التيار الإسلامي لاسيما التيار السلفي والأصولي يناصب إيران عداءا شديداً من منطلق مذهبي بحت
ومع تأزم هذا الوضع ووصول الربيع العربي إلى سوريا - العقدة الاساسية لخارطة الطريق نحو تنفيذ الإستراتيجية الإيرانية-، تبدلت بعض المعطيات الإيرانية فيما يتعلق بالعراق دون أن يؤثر ذلك علي اهميته في المشروع الإيراني، بل أن بعض المحللين قد أشاروا إلى تضاعف اهمية العراق الآن بالنسبة لإيران أكثر من ذي قبل، خاصة مع تحول الوضع السوري تدريجياً إلى ما يشبه الحرب الأهلية، ووصول الاستقطابات الإقليمية والدولية حيال سوريا إلى أعلي مستوي لها
وارتباطاً برغبة إيران في الحفاظ على المكتسبات التي تحققت لها في العراق، عملت إيران علي الاستفادة من الفراغ الذي خلفه الانسحاب من أجل تعديل ميزان القوي داخل العراق لصالح القوي السياسية المتحالفة معها، وأشارت بعض الدراسات الإيرانية الصادرة خلال الفترة الاخيرة إلى أن إيران بحاجة في هذه المرحلة إلى عمل ما يلي
أولاً: تحقيق تفاهم مع القوة العسكرية الاولي في المنطقة وهي الولايات المتحدة، يتم بموجبه ضمان استمرار اختلال التوازن السياسي والعسكري في العراق لصالح القوي الشيعية، وتوسيع حقول النفط الإيرانية إلى ما رواء الحدود المشتركة مع العراق، في مقابل ضمان إيران لتدفق النفط عبر مضيق هرمز، وابتعاد إيران عن أبار النفط السعودية وتقديم تنازلات بخصوص البرنامج النووي الإيراني، خاصة وأن الإدارة الأمريكية مدركة تماماً أن التوصل إلى تفاهم مع إيران ممكناً في حال تم التوصل إلى تفاهمات في بعض الملفات الإقليمية الأخرى، وأن هذا التفاهم الإيراني الأمريكي إن لم يقع في المدي القريب، لكنه يظل احتمالاً قائماً علي المدي المنظور
ثانياً: حاجة إيران لإجراء حوار أو تفاهم مع الدولة الإقليمية الأكبر وهي المملكة العربية السعودية، يقضي بأن تلعب السعودية دوراً في اقناع الدول السنية بأن تخفف من حدة عدائها لايران، خاصة فيما يتعلق بالموقف من البرنامج النووي، بما يعني إجبار القوي السنية الكبرى علي الاعتراف بدائرة النفوذ الإيراني الحالية خاصة في ضوء الانشغال الأمريكي بالوضع الإقليمي وبترتيباته، وكذلك أن تبتعد السعودية عن مجابهة الوجود الإيراني في العراق التي تحاول التأثير في مجريات أحداثه وأزماته بالتعاون مع تركيا، واعتبرت هذه الدراسات أن اضطراب الوضع السياسي في البحرين عامل مساعد علي فتح هذا الحوار باعتبار أن التحركات الشيعية في البحرين اداة ضغط إيرانية مهمة علي السعودية لتسوية الوضع في البحرين ومنع انتقال الاضطرابات إلى المنطقة الشرقية الغنية بالنفط والمأهولة بالشيعة الموالين لإيران

### مؤشرات النفوذ الإيراني
وباستقواء النفوذ الإيراني في العراق في مرحلة ما بعد الانسحاب الأمريكي، يمكن ملاحظة عدد من المؤشرات الدالة على حجم هذا النفوذ:
أولاً: - التحاق كامل للمواقف الخارجية لرئيس الوزراء العراقي نوري المالكي بالمواقف الرسمية الإيرانية، ظهر ذلك في اصطفاف المالكي مع الموقف الإيراني الداعم للاضطرابات التي شهدتها البحرين، وتكرر الأمر نفسه مع تأييد النظام الحاكم في سوريا، واقتضى هذا الالتحاق إحداث تطور انقلابي في العلاقات السورية – العراقية، فبعد أن دأب العراق على إدانة تسلل الإرهابيين إلى أراضيه عبر حدوده مع سوريا، وقف العراق إلى جانب نظام بشار الأسد، بل أشارت بعض المصادر إلى تقديمه عشرة بلايين دولار لهذا النظام حتى يواجه أزمته الداخلية بناءً على طلب من إيران. هذا فضلاً عما ترتب على هذا الموقف من فتور في علاقة العراق بتركيا بسبب موقف الأخيرة الداعم للانتفاضة السورية
ثانياً: - سكوت الحكومة العراقية عن اتخاذ إيران لقرار وقف تدفق مياه «نهر الوند» الذي ينبع من الأراضي الإيرانية ويتجه إلى محافظة ديالى العراقية تحت ذرائع واهية وما يمثله ذلك من اضرار اقتصادية واجتماعية بالغة لحقت بالعراق نتيجة لهذا الامر، وما ترتب عليه من حرمان الآلاف من أهالي المنطقة من المياه الصالحة للشرب فضلاً عن تبوير الأراضي الزراعية، الامر الذي فسره بعض أهالي مدينة خانقين التي يمر بها النهر هذا الإجراء الإيراني بالضغط عليهم لحملهم على الرحيل، وبالتالي إعادة تشكيل الخريطة السكانية لمحافظة ديالى ذات الأكثرية السنية
ثالثاً:- إعطاء الحكومة العراقية الحالية تسهيلات لإيران من شأنها ازدياد النفوذ الإيراني داخل العراق، وذلك عن طريق العديد من المقترحات المقدمة التي من شانها زياده هذا النفوذ مثل ربط موانئها بخط للسكك الحديدية العراقية لزيادة اعتماد العراق على بضائعها، ومعلوم أن العراق قد دأب على رفض هذا المشروع لمدة عامين ونصف العام، ولاسيما أنه يترتب عليه تدمير نشاط الموانئ العراقية. وفي هذا السياق شن وزير النقل العراقي السابق عامر إسماعيل حملة شديدة على هذا المشروع، وانتقد السماح لإيران بتنفيذه مستغلة علاقتها الوثيقة بنوري المالكي
رابعاً: العلاقة التي توطدت بين حزب الدعوة الإسلامي وإيران والتي وصلت إلى أعلي مستوياتها علي يد رئيس الوزراء العراقي نوري المالكي، الامر الذي جعل البعض يعتبر أن الازمة السياسية الراهنة في العراق إنما تعود إلى ما افرزته نتائج الانتخابات التشريعية العراقية في 2010 من تداعيات على المشهد العراقي ومن انقسامات بين القوى السياسية المختلفة حول تشكيل الحكومة والتي لعبت فيها إيران دور المعطل الأساسي لمسألة تشكيل الحكومة واختيار رئيس الوزراء حتى تتمكن من ضمان وصول شخصيات متوافقة مع التوجهات والمصالح الإيرانية وعلى رأسهم نورى المالكي الذي تولى تشكيل الحكومة للمرة الثانية
خامساً: وبالتأكيد فإن إيران طرفاً فاعلاً في الازمة السياسية الاخيرة في العراق، استناداً إلى أن إيران لا تجد مصلحة إستراتيجية لها على الاقل على المدى المنظور في تغيير رئيس الوزراء الحالي - الا إذا جاءت تحركاته في صورة متعارضة مع المصالح الإيرانية في العراق أو خارجه (وهو ما لم يحدث حتى الآن، من خلال الإعلان عن بعض المشروعات العراقية الإيرانية منها إنشاء خط انابيب الغاز من إيران عبر العراق إلى سوريا، بالإضافة إلى خط انابيب النفط من البصرة إلى سوريا، والاجراءات التي اتخذها المالكي ضد بعض القيادات السنية على راسهم طارق الهاشمي في أواخر 2011، بالإضافة إلى موقف المالكي المتوافق مع إيران في دعم نظام بشار الاسد في سوريا)- كما تخشى إيران من تداعيات تغيير الحكومة الحالية على نفوذها داخل العراق، وارتباط ذلك باحتمالية فقدان بعض اوراق الضغط التي تستخدمها طهران في التعامل مع الغرب والولايات المتحدة فيما يتعلق ببرنامجها النووي، ويزداد هذا الامر بعد تزايد احتمالات فقدان إيران للحليف السوري
سادساً: كما وضح حجم نفوذ إيران من خلال ما قامت به من ممارسة ضغوط على بعض القوى السياسية العراقية حتى تحول دون سحب الثقة من المالكي، وكان ابرز ما قامت به هو الضغط على التيار الصدري وتهديد مقتدى الصدر بقطع المساعدات التي تقدمها إيران له وتهديده بغلق مقراته في إيران (جاء ذلك عقب لقاء الصدر بخامنئي المرشد الاعلى للثورة الإسلامية في يونيو 2012....)، وكذلك رفض إيران لأن يكون للسنة والأكراد الدور الحاسم والمتحكم في مسألة تغيير أو اسقاط أو تعيين رئيس الوزراء العراقي (كما حدث في تجربة 2006 عندما اعترض الاكراد على تعيين إبراهيم الجعفري كرئيس للوزراء)، حيث أن نجاح السنة أو الاكراد في اسقاط المالكي وتعيين رئيس حكومة جديد يعنى تقليص وإضعاف دور إيران «المتحكم» في بعض جوانب العملية السياسية
وتعيين رئيس حكومة جديد يعنى تقليص وإضعاف دور إيران «المتحكم» في بعض جوانب العملية السياسية.
و الجدير بالذكر انه عندما أعلنت الولايات المتحدة أنها انسحبت نهائياً من العراق وعدّت ذلك يوماً تاريخياً لها وللعراق، وأنها أنجزت مهمتها، وتركت العراق بلداً ديمقراطياً مستقراً. وقد أشار أوباما إلى أن العراق سيصبح نموذجاً لدول المنطقة، كما أن وزير الدفاع الأمريكي السابق رأى أن الأوضاع في العراق تعد مثالاً للمنطقة، رغم أنها غير مكتملة، وتجاهل حقيقة أن الأوضاع كارثية بكل أبعادها. فالوضع الأمني مترد والعنف مازال يجد طريقه إلى الساحة العراقية، كما أن الوضع الاقتصادي متردِ أيضاً، حيث لا تتوافر الخدمات الأساسية في كثير من الأحيان، وتشح المواد المعيشية. ثم إن الديمقراطية التي تتغنى الولايات المتحدة بتحقيقها في العراق، وتعدّ ذلك هدفاً محورياً سعت إلى تحقيقه، هي ديمقراطية صورية مهلهلة، تعتمد على المحاصصة الطائفية القابلة للتفكّك أو الانهيار في أي وقت، فضلاً عن شحذ الانقسام الطائفي في العراق الذي يهدد بتقسيمه 
تجدر الإشارة إلى أن الولايات المتحدة حشدت حملتها لغزو العراق واحتلاله على أساس التخلص من أسلحة الدمار الشامل، ولم تكن الديمقراطية واردة في أجندة أهدافها المعلنة، واضطرت إلى محورة الهدف في تحقيق الديمقراطية بعد أن انكشف زيف الادعاء بوجود أسلحة دمار شامل  وهكذا أعلنت الولايات المتحدة الحرب على العراق واحتلته من دون غطاء دولي، ومن دون مظلة الشرعية الدولية، وارتكبت فيه جرائم حرب وإبادة، ولم تطلها المساءلة ولا المحاسبة وفق مرجعية القانون الدولي والشرعية الدولية.ومن المفارقات اللافتة للنظر، أن احتلال الولايات المتحدة للعراق مهّد لنفوذ إيراني واسع فيه، رغم الخصومة السياسية بين الدولتين. وبدت إيران مستفيدة إلى حد كبير من الأوضاع التي آل إليها العراق. وبالطبع فإن الانسحاب الأمريكي من العراق يترك المجال مفتوحاً لنفوذ إيراني أكبر في ظل غياب عربي 

## الخاتمة
تناولنا تداعيات الانسحاب الأمريكي علي الدولة العراقية وحتي من قبل الانسحاب منذ اعلان الكونغرس مشروع تقسيم العراق والموقف الإيراني الرافض لهذا المشروع بالإضافة إلى رفض شيعة العراق أنفسهم هذا التقسيم وتناولنا أهم معوقات ذلك التقسيم ثم تناولنا آثر الانسحاب على النفوذ الإيراني في العراق وكيف أن الانسحاب قد ترك الباب مفتوحا امام أي تدخل إيراني في العراق وتناولنا مؤشرات النفوذ الإيراني في العراق بعد الانسحاب الأمريكي.
وفي النهاية توصلنا إلى أنه بالانسحاب الأمريكي لم يصبح امام إيران أي عائق للسيطرة علي عمليات صنع القرار داخل العراق أي أن الاحتلال الأمريكي وكذلك الانسحاب زاد من النفوذ الإيراني والتي بدورها عملت على زيادة قوة الشيعة داخل العراق.